# Кубок Ісландії з футболу 2020
Кубок Ісландії з футболу 2020 — 61-й розіграш кубкового футбольного турніру в Ісландії. Титул захищав Вікінгур (Рейк'явік). 
30 жовтня через пандемію COVID-19 турнір остаточно скасовано.

## Календар
| Раунд        | Дата                        | Матчі | Клуби   |
| ------------ | --------------------------- | ----- | ------- |
| Перший раунд | 5-7 червня 2020             | 28    | 80 → 52 |
| Другий раунд | 12-14 червня 2020           | 20    | 52 → 32 |
| 1/16 фіналу  | 23-25 червня 2020           | 16    | 32 → 16 |
| 1/8 фіналу   | 30 липня - 18 серпня 2020   | 8     | 16 → 8  |
| 1/4 фіналу   | 25 серпня - 10 вересня 2020 | 4     | 8 → 4   |
| 1/2 фіналу   | 4 листопада 2020            | 2     | 4 → 2   |
| Фінал        | 8 листопада 2020            | 1     | 2 → 1   |

## Регламент
У перших двох раундах беруть участь команди з нижчих дивізіонів та аматори. Клуби Урвалсдейлду стартували з 1/16 фіналу.

## 1/8 фіналу
| Команда 1            | Рахунок      | Команда 2        |
| -------------------- | ------------ | ---------------- |
| 30 липня 2020        |              |                  |
| Акурейрі             | 1–3 дч       | Вестманнаейя (2) |
| Гапнарфйордур        | 3–1          | Тор (2)          |
| Брєйдаблік           | 3–0          | Гротта           |
| КР                   | 2–0          | Фйолнір          |
| Фрам (2)             | 1–1 пен. 4–3 | Фількір          |
| Коупавогур           | 6–2          | Афтурелдінг (2)  |
| Вікінгур (Рейк'явік) | 1–2          | Стьярнан         |
| 18 серпня 2020       |              |                  |
| Валюр                | 3–1          | Акранес          |

## 1/4 фіналу
| Команда 1        | Рахунок | Команда 2  |
| ---------------- | ------- | ---------- |
| 25 серпня 2020   |         |            |
| Вестманнаейя (2) | 2–1     | Фрам (2)   |
| 10 вересня 2020  |         |            |
| Гапнарфйордур    | 3–0     | Стьярнан   |
| Брєйдаблік       | 2–4     | КР         |
| Валюр            | 2–1 дч  | Коупавогур |

## 1/2 фіналу
| Команда 1        | Рахунок | Команда 2     |
| ---------------- | ------- | ------------- |
| 4 листопада 2020 |         |               |
| Вестманнаейя (2) | –       | Гапнарфйордур |
| Валюр            | –       | КР            |